# Johnny Sæther
Johnny Sæther (ur. ok. 1971 roku) – norweski kolarz szosowy i torowy, brązowy medalista szosowych mistrzostw świata.

## Kariera
Największy sukces w karierze Johnny Sæther osiągnął w 1991 roku, kiedy wspólnie z Bjørnem Stenersenem, Stigiem Kristiansenem i Roarem Skaane zdobył brązowy medal w drużynowej jeździe na czas podczas szosowych mistrzostw świata w Stuttgarcie. Był to jednak jedyny medal wywalczony przez niego na międzynarodowej imprezie tej rangi. W tej samej konkurencji razem z kolegami z reprezentacji zajął także siedemnaste miejsce na rozgrywanych dwa lata później mistrzostwach świata w Oslo. W 1993 roku wywalczył też mistrzostwo Norwegii w wyścigu ze startu wspólnego. Cztery lata wcześniej został mistrzem kraju juniorów w indywidualnej i drużynowej jeździe na czas. Nigdy nie wystąpił na igrzyskach olimpijskich. 